# Arbeo de Frisinga
Arbeo de Frisinga, también conocido como Aribo o Arbo (Merano, Tirol del Sur, 723 o antes  – 4 de mayo de 784), fue abad benedictino (763) y el tercer obispo de Frisinga (el cuarto, si contamos al fundador de la sede frisingense, San Corbiniano), de 764 hasta su muerte en 784. Fue el primer hagiógrafo de los santos Emerano y Corbiniano y se le presume autor del primer manuscrito (el más antiguo encontrado hasta la fecha) en alto alemán antiguo, el Codex Abrogans.

## Biografía
Arbeo (también llamado Aribo, Arbo, probablemente una modificación de Erbe, heredero) fue un miembro de los huosi, un clan bávaro del más antiguo abolengo o Uradel, y se le identifica entre los primeros miembros de la familia de los aribónidas. 
Entró en la abadía benedictina de Frisinga dirigida por el abad Eremberto y alcanzó el cargo de presbítero y notario para el obispo José de Frisinga. En 763 fue nombrado por éste abad de la recién formada Abadía de Scharnitz. En 764 se convirtió en el sucesor del obispo José en la sede frisingense. Entre 765 y 768 Arbeo trasladó los restos de San Corbiniano, que estaban en Mais (junto a Merano, el lugar de nacimiento de Arbeo) a la catedral de Frisinga. La conmemoración de este traslado se celebra en la Archidiócesis de Múnich y Frisinga el 20 de noviembre, sobre todo en Frisinga, con una gran procesión protagonizada sobre todo por jóvenes.

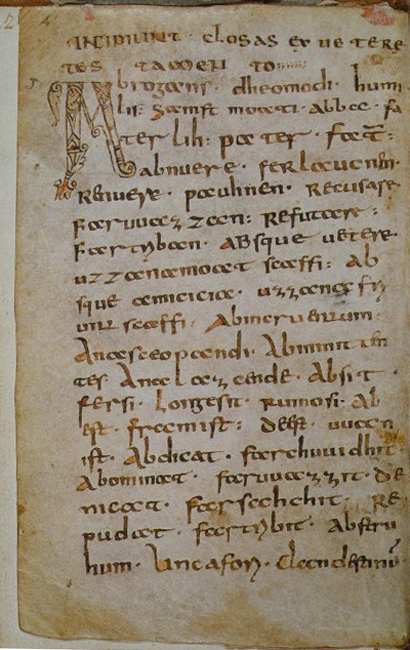
Primera página del manuscrito Codex Abrogans.
Encabezamiento: INCIPIUNT CLOSAS EX VETERE TESTAMENTO ("Aquí empiezan las glosas del Antiguo Testamento")

Bajo su liderazgo, el obispado se extendió territorialmente a uno y otro lado de los Alpes, fundando monasterios como la Abadía de Innichen en el Pustertal (769), iniciando desde este lugar la evangelización de los eslavos. Reforzó la Abadía de Schäftlarn y fundó el Monasterio de Schliersee en la Alta Baviera (779). Hacia el año 772, el obispo Arbeo trasladó su antiguo monasterio de Scharnitz al Monasterio de Schlehdorf, junto al Kochelsee, entronizando como primer abad de Schlehdorf a Atto de Kienberg.
Fue uno de los obispos más importantes de su tiempo. Se puso de parte de Carlomagno en su lucha por el dominio del Ducado de Baviera, en contra del duque Tasilón III. El duque lo desterró de su diócesis en 782, que fue administrada apostólicamente por su sucesor, Atto de Kienberg, hasta su muerte. Como escritor-historiador, puede decirse que con su obra hagiográfica "Vidas de los santos Emerano y Corbiniano" ha proporcionado informaciones valiosas sobre la historia temprana de Baviera, además de las noticias legendarias de las vidas del mártir de Ratisbona y del fundador del obispado de Frisinga. Su interés por la cultura se demuestra como fundador de la Biblioteca de la catedral de Frisinga y el establecimiento de una escuela de escritura y scriptorium en la Domberg de Frisinga. Arbeo abrió la actividad literaria en Baviera, quizá por eso se le presume autor del primer diccionario de sinónimos manuscrito (el más antiguo encontrado hasta la fecha) en latín-alto alemán antiguo, el Codex Abrogans, que data del siglo VIII (765-775).
Arbeo fue enterrado en Frisinga. Aunque no se conoce quién promovió su beatificación ni cuándo se produjo, su conmemoración se celebra localmente por la Iglesia católica el 4 de mayo.

## Obras
- Arbeonis episcopi Frisingensis vitae sanctorum Haimhrammi et Corbiniani ("Vidas de los santos Emerano y Corbiniano, de Arbeo obispo frisingense")